# Clastoptera tricincta
Clastoptera tricincta är en insektsart som beskrevs av Doering 1929. Clastoptera tricincta ingår i släktet Clastoptera och familjen Clastopteridae. Inga underarter finns listade i Catalogue of Life.